# Anne Baxterová
Anne Baxterová (nepřechýleně Anne Baxter; 7. května 1923 Michigan City – 12. prosince 1985 New York) byla americká filmová, divadelní a televizní herečka.

## Život

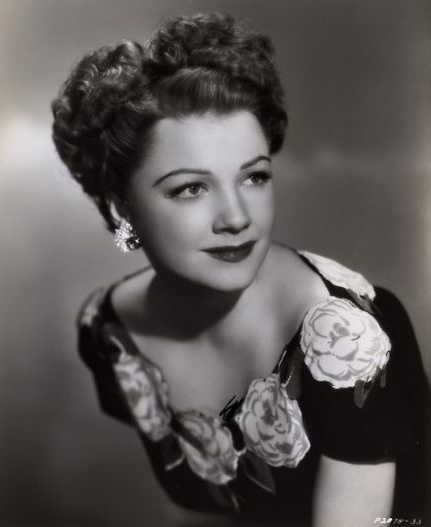
Anne Baxterová v roce 1940

Narodila se 7. května 1923 jako dcera jednatele společnosti Seagram Kennetha Stuarta Baxtera a Catherine Dorothy Baxterové, jež byla dcerou známého amerického architekta Franka Lloyda Wrighta. V pěti letech se poprvé objevila na jevišti ve školní hře a o rok později se s rodinou přestěhovala do New Yorku, kde po vystudování soukromé dívčí školy Bearley School, v hraní pokračovala.
Již v 10 letech debutovala na Broadwayi po boku Helen Hayesové v hlavní roli a herectví ji tak chytlo, že brzy poté své rodině prohlásila, že se chce stát herečkou. Ve třinácti letech se objevila v další hře Seen but Not Heard (~ Viděno, ale neslyšeno) a v té době také začala studovat u herečky a učitelky herectví Marii Uspenské. V roce 1939 byla obsazena i do role mladší sestry Kathariny Hepburnové ve hře The Philadelphia Story (~ Příběh z Filadelfie). Katharine se Annin herecký styl však nelíbil a brzy poté tak byla nahrazena jinou herečkou. Anne se však nehodlala jen tak vzdát a obrátila se směrem k Hollywoodu.
V 16 letech se ji režisér Alfred Hitchcock zdráhal obsadit do svého chystaného snímku Rebecca, ale Anne se alespoň povedlo získat sedmiletou smlouvu se studiem 20th Century Fox. To ji však v roce 1940 zapůjčilo studiu Metro-Goldwyn-Mayer, u kterého debutovala ve filmu 20 Mule Team. Její kariéra se brzy poté rychle rozběhla a zahrála si v dalších třech snímcích; The Great Profile (1940), Swamp Water (1941) a The Pied Piper (1942), který byl dokonce nominován i na Oscara.
Téhož roku ji studio Fox zapůjčilo dalšímu studiu RKO Pictures, kde se objevila v dramatu Skvělí Ambersonové (1942). O rok později si také zahrála ve svém prvním technicolorovém filmu Rychlé ponoření (1943) a u dalšího konkurenčního studia Paramount se blýskla ve válečném filmu Pět hrobů u Káhiry (1943).

Během válečných let se tak stala populární hvězdou, za což mohou hlavně její výkony ve filmech jako Severní hvězda (1943), Pět Sullivanů (1944), The Eve of St. Mark (1944) či Sunday Dinner for a Soldier (1944).
„Dostávala jsem skoro tolik dopisů jako Betty Grableová“
Ještě v roce 1944 byla zapůjčena dalšímu studiu United Artists, pro které se uvedla v hlavní roli ve film-noiru Guest in the House (1944). Po dalších třech filmech v roce 1946 byla obsazena do dramatu The Razor's Edge (1946), za které o rok později získala Oscara za nejlepší ženský herecký výkon ve vedlejší roli i Zlatý glóbus.
Dne 7. července 1946 se také provdala za svého prvního manžela; herce Johna Hodiaka, se kterým se jí o čtyři roky později narodila dcera Katrin. Po zbytek dekády si zahrála ještě v dalších sedmi filmech, povětšinou už v produkci studia Fox a do roku 1950 vkročila s další hlavní rolí ve filmu Josepha L. Mankiewicze Vše o Evě, ve kterém ztvárnila rychle stoupající hereckou hvězdu Evu Harringtonovou a vzhledově se měla podobat i herečce Claudette Colbertové. Za své výkony byla opět nominována na Oscara, avšak tentokrát nominaci neproměnila. Po dalších čtyřech snímcích v roce 1953 od studia Fox odešla.
Následně se objevila ve dvou snímcích v produkci studia Warner Bros. a téhož roku se také rozvedla se svým manželem Johnem Hodiackem. O rok později vyhrála roli egyptské princezny a následné královny Nefertari v oscarovém filmu Desatero přikázání (1956). Za její výkony jí byla udělena i cena Laurel Awards.
Od 60. let se zaměřila spíše na televizi a účinkovala také v několika seriálech i v rozhlasovém seriálu Lux Radio Theatre. V roce 1960 se také provdala za svého druhého manžela; Randolpha Galta, se kterým se krátce po narození její druhé dcery odstěhovala na ranč v Novém Mexiku. Odkud se později přestěhovali také na Galtův rodný Havaj a poté zpět do Brentwoodu v Kalifornii. V roce 1969 se však rozvedli a se svým třetím manželem; burzovním makléřem Davidem Kleem se oženila o osm let později v roce 1977. Její třetí manželství však trvalo jen krátce. David Klee po devíti měsících manželství, 15. října 1977 zemřel na komplikace způsobené Parkinsonovou chorobou.
Anne Baxterová zemřela 12. prosince 1985 poté, co prodělala mrtvici a dalších 8 dní se jí snažili udržovat při životě v nemocnici Lenox Hill Hospital, kde byla nakonec prohlášena za mrtvou. Bylo jí 62 let.
Po celý život byla stoupenkyní Republikánské strany, angažovala se ve volební kampani Dwighta Eisenhowera. Vydala vzpomínkovou knihu Intermission: A True Story. Má také svoji hvězdu na Hollywoodském chodníku slávy.

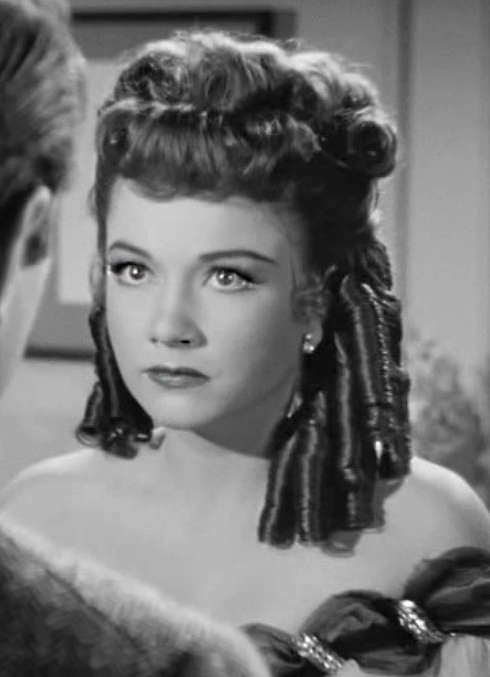
Anne Baxterová ve filmu Vše o Evě (1950)

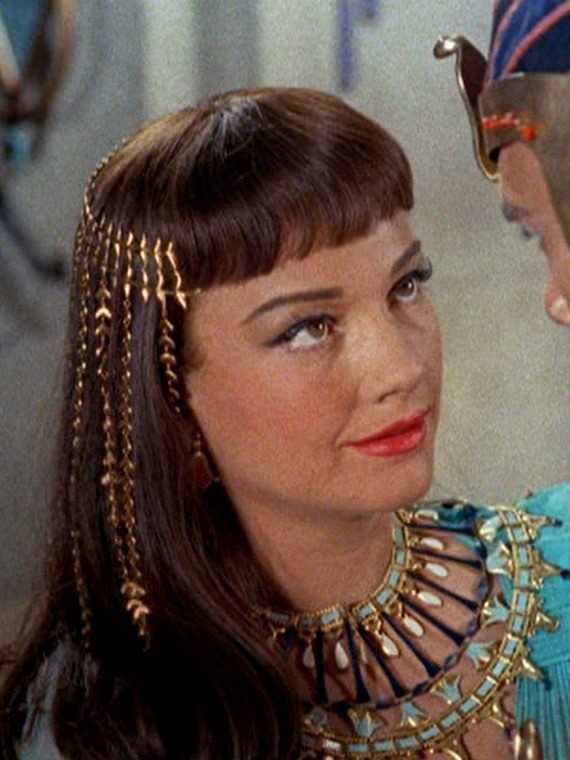
Anne Baxterová jako Nefertari ve filmu Desatero přikázání (1956)

## Filmografie (výběr z filmů)
- 1942 The Pied Piper (režie Irving Pichel)
- 1943 Rychlé ponoření (režie Archie Mayo)
- 1943 Pět hrobů u Káhiry (režie Billy Wilder)
- 1943 Severní hvězda (režie Lewis Milestone)
- 1944 Pět Sullivanů (režie Lloyd Bacon)
- 1944 The Eve of St. Mark (režie John M. Stahl)
- 1944 Guest in the House (režie John Brahm, André De Toth Lewis Milestone)
- 1944 Sunday Dinner for a Soldier (režie Lloyd Bacon)
- 1945 Královský skandál (režie Ernst Lubitsch a Otto Preminger)
- 1946 Smoky (režie Louis King)
- 1946 Angel on My Shoulder (režie Archie Mayo)
- 1946 The Razor's Edge (režie Edmund Goulding)
- 1947 Blaze of Noon (režie John Farrow)
- 1948 The Walls of Jericho (režie John M. Stahl)
- 1948 The Luck of the Irish (režie Henry Koster)
- 1948 Žluté nebe (režie William A. Wellman)
- 1949 You're My Everything (režie Walter Lang)
- 1950 A Ticket to Tomahawk (režie Richard Sale)
- 1950 Vše o Evě (režie Joseph L. Mankiewicz)
- 1951 Follow the Sun (režie Sidney Lanfield)
- 1952 The Outcasts of Poker Flat (režie Joseph M. Newman)
- 1952 My Wife's Best Friend (režie Richard Sale)
- 1953 Zpovídám se (režie Alfred Hitchcock)
- 1953 The Blue Gardenia (režie Fritz Lang)
- 1954 Carnival Story (režie Kurt Neumann)
- 1955 Bedevilled (režie Richard Thorpe a Mitchell Leisen)
- 1955 One Desire (režie Jerry Hopper)
- 1955 The Spoilers (režie Jesse Hibbs)
- 1956 The Come On (režie Ernest Haller)
- 1956 Desatero přikázání (režie Cecil B. DeMille)
- 1956 Tři násilníci (režie Rudolph Maté)
- 1958 Chase a Crooked Shadow (režie Michael Anderson)
- 1962 Mix Me a Person (režie Leslie Norman)
- 1966 Sedm statečných žen (režie Sidney W. Pink, Gianfranco Parolini a Rudolf Zehetgruber)
- 1971 The Late Liz (režie William Kerwin)
- 1980 Jane Austen in Manhattan (režie James Ivory)